# Maslinovke
Maslinovke (lat. Oleaceae) su porodica biljaka koje se sastoji od 28 živuća roda s 752 vrste mezofitnih grmova i stabala.

## Opis
Oleaceae, porodica maslina, pripada redu Lamiales i nazvana je po gospodarski važnom stablu masline (vrsta Olea europaea). Brojne biljke u porodici imaju gospodarsku ili estetsku važnost: maslina je izvor maslina i maslinova ulja; pepeo (rod Fraxinus) poznat je po tvrdom drvu; i mnogi su rodovi poznati po svojim hortikulturnim vrijednostima - npr. Syringa (jorgovani), Jasminum (jasmini), Ligustrum (kalina), Forsythia (Forzicija ili “zlatno zvono”) i Osmanthus (osmant ili “slatka maslina”).

Većina od 24 roda i oko 615 vrsta porodice Oleaceae drvenaste su biljke porijeklom iz šumovitih regija. Većina članova su drveće ili grmlje, ali manjina, kao što je većina jasmina, su drvenaste penjačice. Biljke ove porodice  rasprostranjene su po cijelom svijetu, osim Arktika; osobito ih ima u tropskoj i umjerenoj Aziji. Tropske i toploumjerene vrste su zimzelene; one iz hladnijeg sjevernog umjerenog pojasa su listopadne.
Cvjetovi kod većine članova obitelji imaju četiri čašice, četiri latice, dva prašnika i dva srasla karpela koji tvore jedan gornji ovarij. Četiri latice obično su spojene na dnu i tvore cijev. Listovi su na grani jedan naspram drugog osim kod nekoliko vrsta jasmina. Plod može biti mesnat, kao kod masline; krilat, kao u jasenu; drvenasta čahura, kao u rodu Schrebera (šrebera); ili bobica s dva režnja, kao kod jasmina. Drvo masline i jasena obično je tvrdo i vrlo izdržljivo.
Mnogi članovi porodice maslina uzgajaju se zbog svojih lijepih i mirisnih cvjetova. Najčešća boja cvijeta je bijela, iako se jorgovani pojavljuju u nizu boja, a oni forzicije i nekoliko vrsta jasmina su žuti. Vrste komorika ili komorka (Phillyrea) i kaline (Ligustrum) koriste se za živice i ukrasne sadnice. Cvjetovi Jasminum sambac koriste se za izradu ogrlica ili leisa na Havajima. Jorgovani, jasmini i osmantusi posebno su poznati po svojim slatko mirisnim cvjetovima. Osmantus i nekoliko vrsta jasmina cijenjeni su u Kini i Japanu, gdje se njihovi osušeni cvjetovi koriste za mirisanje određenih čajeva. Ulje jasmina, koje se koristi u Parfemma, dobiva se iz J. grandiflorum u Španjolskoj i južnoj Francuskoj.

## Upotreba
Mnogi članovi porodice su značajni za gospodarstvo. Maslina (Olea europaea) je važna zbog ploda i ulja koje se dobiva iz njega; jaseni (Fraxinus) se cijene zbog tvrdog drva, a forzicija, jorgovan i jasmin su ukrasne biljke.

## Tribusi i rodovi
1. Tribus Fontanesieae H. Taylor ex L. A. S. Johnson
  1. Fontanesia Labill. (2 spp.)
2. Tribus Forsythieae H. Taylor ex L. A. S. Johnson
  1. Abeliophyllum Nakai (1 sp.)
  2. Forsythia Vahl (11 spp.)
3. Tribus Myxopyreae Boerl.
  1. Myxopyrum Blume (5 spp.)
  2. Nyctanthes L. (2 spp.)
  3. Dimetra Kerr (1 sp.)
4. Tribus Jasmineae Lam. & DC.
  1. Menodora Humb. & Bonpl. (26 spp.)
  2. Jasminum L. (194 spp.)
  3. Chrysojasminum Banfi (10 spp.)
5. Tribus Oleeae Hoffmanns. & Link ex Dumort.
  1. Subtribus Ligustrinae Koehne
    1. Syringa L. (13 spp.)
    2. Ligustrum L. (44 spp.)

  2. Subtribus Schreberinae E. Wallander & V. A. Albert
    1. Schrebera Roxb. (16 spp.)

  3. Subtribus Fraxininae E. Wallander & V. A. Albert
    1. Fraxinus L. (58 spp.)

  4. Subtribus Oleinae E. Wallander & V. A. Albert
    1. Olea L. (12 spp.)
    2. Tetrapilus Lour. (23 spp.)
    3. Haenianthus Griseb. (3 spp.)
    4. Chionanthus L. (140 spp.)
    5. Notelaea Vent. (24 spp.)
    6. Picconia A. DC. (2 spp.)
    7. Hesperelaea A. Gray (1 sp.)
    8. Noronhia Stadman (104 spp.)
    9. Phillyrea L. (2 spp.)
    10. Osmanthus Lour. (25 spp.)
    11. Cartrema Raf. (4 spp.)
    12. Chengiodendron C.B.Shang, X.R.Wang, Yi F.Duan & Yong F.Li (3 spp.)
    13. Forestiera Poir. (22 spp.)
    14. Priogymnanthus P. S. Green (4 spp.)

## Vanjske poveznice
- Classification of the Oleaceae family (s opisom rodova)